# روز روشن
روز روشن (در مقابل شب) به معنای فاصلهٔ میان طلوع تا غروب خورشید است. از دیدگاه نجومی، نیمی از سطح هر سیاره در منظومه شمسی که رو به خورشید قرار دارد روز است و نیمهٔ دیگر آن شب است.
واژه روز به معنای شبانه‌روز نیز بکار می‌رود. یک شبانه روز برابر بیست و چهار ساعت است.
واژه روز با واژه‌های روشن و روزنه همریشه است.